# Malta op de Olympische Zomerspelen 1996
Malta nam deel aan de Olympische Zomerspelen 1996 in Atlanta, Verenigde Staten. Ook de elfde olympische deelname bleef zonder medailles.

## Deelnemers en resultaten

### Atletiek
| Olympiër      | Discipline   | Resultaat | Prestatie              |
| ------------- | ------------ | --------- | ---------------------- |
| Mario Bonello | 100m (m)     | 87e       | serie 8: 8ste in 10,89 |
|               |              |           |                        |
| Carol Galea   | marathon (m) | DNF       | niet gefinisht         |

### Judo
| Olympiër    | Discipline | Resultaat | Prestatie                                                                 |
| ----------- | ---------- | --------- | ------------------------------------------------------------------------- |
| Laurie Pace | -61kg (v)  | 13e       | 1ste ronde: vrij 2de ronde: V van KOR Jung herkansingen: V van GER Singer |

### Schietsport
| Olympiër   | Discipline     | Resultaat | Prestatie                                     |
| ---------- | -------------- | --------- | --------------------------------------------- |
| Frans Pace | trap (m)       | 20e       | kwalificatie: 20ste met 119 punten (72-47)    |
| Frans Pace | dubbeltrap (m) | 32e       | kwalificatie: 32ste met 121 punten (37-41-43) |

### Zeilen
| Olympiër      | Discipline  | Resultaat | Prestatie                                      |
| ------------- | ----------- | --------- | ---------------------------------------------- |
| Andrew Wilson | mistral (m) | 38e       | 225 punten: (40-37-31-32-30-27-32-36-39)       |
|               |             |           |                                                |
| John Tabone   | laser       | 41e       | 337 punten: (26-39-35-44-49-42-33-38-46-46-34) |

### Zwemmen
| Olympiër   | Discipline          | Resultaat | Prestatie                |
| ---------- | ------------------- | --------- | ------------------------ |
| Gail Rizzo | 50m vrije slag (v)  | 38e       | serie 1: 4de in 28,43    |
| Gail Rizzo | 100m vrije slag (v) | 38e       | serie 1: 8ste in 1.02,19 |
| Gail Rizzo | 100m rugsslag (v)   | 38e       | serie 1: 2de in 1.07,61  |

Afghanistan · Albanië · Algerije · Amerikaanse Maagdeneilanden · Amerikaans-Samoa · Andorra · Angola · Antigua‑Barbuda · Argentinië · Armenië · Aruba · Australië · Azerbeidzjan · Bahama's · Bahrein · Bangladesh · Barbados · België · Belize · Benin · Bermuda · Bhutan · Bolivia · Bosnië en Herzegovina · Botswana · Brazilië · Britse Maagdeneilanden · Brunei · Bulgarije · Burkina Faso · Burundi · Cambodja · Canada · Centraal-Afrikaanse Republiek · Chili · China · Chinees Taipei · Colombia · Comoren · Congo-Brazzaville · Cookeilanden · Costa Rica · Cuba · Cyprus · Denemarken · Djibouti · Dominica · Dominicaanse Republiek · Duitsland · Ecuador · Egypte · El Salvador · Equatoriaal-Guinea · Estland · Ethiopië · Fiji · Filipijnen · Finland · Frankrijk · Gabon · Gambia · Georgië · Ghana · Grenada · Griekenland · Groot-Brittannië · Guam · Guatemala · Guinee · Guinee-Bissau · Guyana · Haïti · Honduras · Hongarije · Hongkong · Ierland · IJsland · India · Indonesië · Irak · Iran · Israël · Italië · Ivoorkust · Jamaica · Japan · Jemen · Joegoslavië · Jordanië · Kaaimaneilanden · Kaapverdië · Kameroen · Kazachstan · Kenia · Kirgizië · Koeweit · Kroatië · Laos · Lesotho · Letland · Libanon · Liberia · Libië · Liechtenstein · Litouwen · Luxemburg ·  Macedonië · Madagaskar · Malawi · Malediven · Maleisië · Mali · Malta · Marokko · Mauritanië · Mauritius · Mexico · Moldavië · Monaco · Mongolië · Mozambique · Myanmar · Namibië · Nauru · Nederland · Nederlandse Antillen · Nepal · Nicaragua · Nieuw-Zeeland · Niger · Nigeria · Noord-Korea · Noorwegen · Oeganda · Oekraïne · Oezbekistan · Oman · Oostenrijk · Pakistan · Palestina · Panama · Papoea-Nieuw-Guinea · Paraguay · Peru · Polen · Portugal · Puerto Rico · Qatar · Roemenië · Rusland · Rwanda · Saint Kitts en Nevis · Saint Lucia · Saint Vincent en Grenadines · Salomonseilanden · Samoa · San Marino · Sao Tomé en Principe · Saoedi-Arabië · Senegal · Seychellen · Sierra Leone · Singapore · Slovenië · Slowakije · Soedan · Somalië · Spanje · Sri Lanka · Suriname · Swaziland · Syrië · Tadzjikistan · Tanzania · Thailand · Togo · Tonga · Trinidad en Tobago · Tsjaad · Tsjechië · Tunesië · Turkije · Turkmenistan · Uruguay · Vanuatu · Venezuela · Verenigde Arabische Emiraten · Verenigde Staten · Vietnam · Wit-Rusland · Zaïre · Zambia · Zimbabwe · Zuid-Afrika · Zuid-Korea · Zweden · Zwitserland